# Jo Labadie
Pour les articles homonymes, voir Labadie.
Charles Joseph Antoine dit Jo Labadie, né le 18 avril 1850 à Paw Paw (Michigan) et mort le 7 octobre 1933 à Détroit (Michigan) est un écrivain, poète, éditeur, journaliste, théoricien de l'anarchisme individualiste et syndicaliste libertaire américain.

## Biographie
Descendant d'une famille huguenote française et d'une mère amérindienne, à l'âge de 17 ans il parcourt le pays, puis se fixe à Détroit où il travaille au journal The Detroit Post and tribune.
En 1877, il adhère au Socialist Labor Party, puis en 1878 à l'organisation Les Chevaliers du travail. En 1883, influencé par Josiah Warren, Benjamin Tucker, mais aussi Pierre-Joseph Proudhon, il devient individualiste libertaire et partisan de l'associationnisme volontaire. Il contribue à Liberty, journal fondé par Benjamin Tucker et publié d'août 1881 à avril 1908. En 1887, il rend visite aux prisonniers du massacre de Haymarket Square. En 1888, il démissionne des Chevaliers du travail, pour fonder la Michigan Federation of Labor. En 1894, il crée plusieurs clubs de discussions sur l'anarchisme et organise les meetings d'Emma Goldman.
Il publie plusieurs essais et manifestes, dont Anarchism: What it is and what it is not (L'Anarchisme ce qu'il est et ce qu'il n'est pas.).

## Citation
« L'anarchisme est une philosophie pratique et ne vise pas à l'impossible. Ce que veut l'anarchisme, c'est de rendre le principe de l'égale liberté accessible à tout humain. Sous ce régime, la majorité n'a pas plus de droits que la minorité, la multitude pas plus de droits qu'une seule unité humaine. [...] L'anarchisme affirme que la liberté dans toutes les sphères de la vie est encore le meilleur moyen d'amener l'espèce humaine à un niveau d'existence plus heureux. » - Anarchism: What it is and what it is not

## La collection Labadie
Constituée en 1911, la Collection Labadie (en) de l'université du Michigan, est reconnue comme l'une des collections de matériaux les plus complètes du monde concernant l'histoire de l'anarchisme et des autres mouvements radicaux du XIXe et XXe siècle.

## Notices
- Notices d'autorité :   - VIAF
  - ISNI
  - BnF (données)
  - IdRef
  - LCCN
  - GND
  - Israël
  - Tchéquie
  - WorldCat
- Dictionnaire international des militants anarchistes : notice biographique.
- L'Éphéméride anarchiste : notice biographique.